# Ines Geipel

De izquierda a derecha Ines Geipel, Bärbel Wöckel, Ingrid Auerswald y Marlies Göhr el 9 de agosto de 1981 en el campeonato de atletismo de la RDA.

Ines Geipel (Dresde, 7 de julio de 1960), Ines Schmidt de soltera, es una exatleta, escritora y profesora en la Hochschule für Schauspielkunst „Ernst Busch“ Berlin alemana.

## Vida
Su abuelo, Otto Grunert (1905) fue Unterscharführer en Schutzstaffel y Landesoberinspektor en la comisaría de policía de Riga en el período 1941-1944. Su padre, Lothar Geipel, fue informante de STASI en la ex RDA IM Gerhard, quien fue responsable de la preparación del terrorismo en Alemania Occidental en el período 1972-1984. Su hermano Robert "Robby" Geipel (1967-2018) fue profesor de artes visuales en una escuela.
Creció en Dresde, y acudió al Freie Schulgemeinde Wickersdorf para aprender ruso en Saalfelder Höhe. En 1977 ingresó en el club deportivo SC Motor Jena y a principios de la década de 1980 fue miembro de la selección de atletismo de la República Democrática Alemana (RDA). En 1984 en Érfurt consiguió, junto a sus compañeras de equipo Bärbel Wöckel, Ingrid Auerswald y Marlies Göhr una marca de 42,20 segundos en relevo 4 × 100 metros, récord mundial vigente por equipos. Después de enamorarse en 1984 de un marchador mexicano en un campamento para preparar los Juegos Olímpicos, decidió huir de la RDA. Sin embargo, la Stasi frustró sus planes de fuga y la sometió a técnicas psicológicas de intimidación (Zersetzung). Debido a ello abandonó su carrera deportiva en 1985 y empezó a estudiar Germanística en la Universidad de Jena. En el verano de 1989 huyó de la RDA a través de Hungría hasta Darmstadt, donde estudió filosofía y sociología.
Al igual que unos 10 000 deportistas de la RDA, algunos de ellos sin saberlo, Ines Geipel se vio afectada por el sistema de dopaje organizado. En el año 2000 participó en el juicio en el que Manfred Ewald fue condenado a libertad condicional por su complicidad en los daños ocasionados a veinte deportistas. A partir de ese momento fue reconocida como víctima del dopaje. El 28 de julio de 2005 solicitó a la Federación Alemana de Atletismo la retirada de su nombre en la lista de los récords, ya que los había conseguido participando de forma involuntaria en el sistema de dopaje; la federación se opuso en principio a esta pretensión. Sin embargo, en mayo de 2006 accedió a sustituir su nombre por un asterisco.
En el año 2011 recibió la Orden del Mérito de la República Federal de Alemania por sus obras sobre los oprimidos de la RDA y por su denuncia del sistema de dopaje estatal. En el año 2013 fue nombrada presidenta de la Asociación de Víctimas del Dopaje.

## Producción literaria
Comenzó su carrera literaria en 1996 con su libro sobre Inge Müller, Irgendwo; noch einmal möcht ich sehn, aunque esta publicación no estuvo exenta de polémica. Una vez que se aceptó el manuscrito la editorial retiró dos textos de Wolf Biermann, modificación que a Geipel no le gustó. El volumen se publicó con un segundo epílogo donde se explicaba la situación, y después de la primera tirada se retiró del mercado. En 1999 editó el volumen Die Welt ist eine Schachtel. Vier Autorinnen in der frühen DDR: Susanne Kerckhoff, Eveline Kuffel, Jutta Petzold, Hannelore Becker.
En 1999 se publicó su primera novela, Das Heft, además de un volumen de poemas, Diktate. En 2001 publicó Verlorene Spiele. Journal eines Doping-Prozesses; este libro jugó un papel determinante en la aprobación de los fondos para indemnizar a las víctimas del dopaje, más de dos millones de euros.
En el año 2002 publicó la biografía sobre Inge Müller Dann fiel auf einmal der Himmel um, y en 2004 su escrito más polémico, Für heute reicht’s. Amok in Erfurt; en él formula preguntas para aclarar la masacre de Erfurt y los fallos de las fuerzas de seguridad y de los equipos de salvamento. En 2012 publicó Der Amok-Komplex oder die Schule des Tötens, que versa sobre otras masacres acontecidas entre 1996 y 2011: los casos de Martin Bryant, la matanza de Emsdetten, la masacre de Winnenden y los atentados de Noruega de 2011.
En 2005 publicó su segunda novela, Heimspiel, y en 2009 el libro Zensiert, verschwiegen, vergessen, que trata sobre la vida de doce escritoras olvidadas durante la época de la RDA, de las cuales dos fallecieron en la cárcel de mujeres de Hoheneck.

## Reconocimientos
- Premio Antiquaria (2011)
- DJK-Ethik-Preis des Sports (2011)
- Orden del Mérito de la República Federal de Alemania (2011)

## Obras
- Kein Retour (1997)
- Das Heft (1999)
- Die Welt ist eine Schachtel. Vier Autorinnen in der frühen DDR: Susanne Kerckhoff, Eveline Kuffel, Jutta Petzold, Hannelore Becker (edición y comentarios, 1999)
- Diktate (2000)
- Verlorene Spiele: Journal eines Doping-Prozesses (2001)
- Dann fiel auf einmal der Himmel um: Inge Müller; die Biografie (2002)
- Für heute reicht's. Amok in Erfurt (2004)
- Heimspiel (2005)
- No Limit. Wie viel Doping verträgt die Gesellschaft (2008)
- Zensiert, verschwiegen, vergessen : Autorinnen in Ostdeutschland 1945 – 1989 (2009)
- Black Box DDR.Unerzählte Leben unterm SED-Regime(junto con Andreas Petersen, 2009)
- "Seelenriss". Depression und Leistungsdruck (2010)
- Der Amok-Komplex oder die Schule des Tötens (2012)
- Generation Mauer - ein Portrait (2014)
- Fabelland. Der Osten, der Westen, der Zorn und das Glück (2024)